# Lijst van burgemeesters van Boekel
Dit is een lijst van burgemeesters van de Nederlandse gemeente Boekel in de provincie Noord-Brabant.
| Ambtsperiode | Naam burgemeester                        | Partij of stroming | Bijzonderheden              |
| ------------ | ---------------------------------------- | ------------------ | --------------------------- |
| 1812 - 1846  | Herman (H.) van der Heiden               |                    | eerst maire/schout          |
| 1846 - 1863  | Peter (P.) van den Berg                  |                    |                             |
| 1863 - 1887  | Lambertus (L.) Verhofstad                |                    |                             |
| 1887 - 1891  | Antonius (A.) van der Velden Gzn         |                    |                             |
| 1891 - 1916  | Franciscus Gregorius Bouwens (1835-1917) |                    |                             |
| 1916 - 1929  | Cornelis Laurentius Buskens              |                    | later burgemeester van Uden |
| 1929 - 1944  | C.H.F. (Cornelis) Schafrat               |                    |                             |
| 1944         | P.J. Wijnhoven                           |                    | waarnemend (mei-augustus)   |
| 1944 - 1945  | Julius H.C.M. Heijnen                    |                    | waarnemend                  |
| 1945 - 1953  | C.H.F. (Cornelis) Schafrat               |                    | 1954 waarnemend             |
| 1954 - 1969  | S.J. Ottow                               |                    |                             |
| 1970 - 1974  | A.P.P. (Toon) Kruijsen                   | KVP                |                             |
| 1975 - 1998  | J.A.A.G. (Koos) Pompen                   | KVP / CDA          | vanaf 1995 waarnemend       |
| 1998 - 2008  | H.G.M. (Driek) van de Vondervoort        | CDA                |                             |
| 2008         | J.E.A. (Hans) Haas                       | CDA                | waarnemend                  |
| 2008 - 2021  | P.M.J.H. (Pierre) Bos                    | CDA                |                             |
| 2021 - heden | C.J.M. (Caroline) van den Elsen          | Partijloos         |                             |